# Centrum Veilig Wonen
Het Centrum Veilig Wonen (CVW) was een instantie tussen 2014 en 2019 die was opgericht in verband met de aardbevingsproblematiek in de provincie Groningen.

## Oprichting
Aanleiding voor de oprichting was de kritiek op de manier waarop de NAM met de schademeldingen van de aardbevingen omging. Het CVW moest deze taak overnemen, de klant voorop stellen en op afstand staan van de NAM. Het CVW vestigde zich in Appingedam en bood werk aan 150 mensen.

## Kritiek
Omdat ingenieursbureau Arcadis de grootste aandeelhouder was van het CVW, maar ook met de NAM samenwerkte, werd er meteen getwijfeld aan de onafhankelijkheid van het CVW. Later werd dit gevoel steeds sterker, mede door de trage en weinig toeschietelijke manier waarop de schade werd afgehandeld. Bovendien was er kritiek op de communicatiestijl en de winsten die werden behaald. Het leidde verscheidene malen tot acties, onder meer van de Groninger Bodem Beweging. De kritiek en acties hadden effect en leidden tot aanpassingen in taken en positie.

## Opheffing
Door ingrijpen van minister Eric Wiebes van het ministerie van Economische Zaken en Klimaat werd het CVW langzaam uitgehold. Eerst kwam er de Tijdelijke Commissie Mijnbouwschade Groningen, later nam de Nationaal Coördinator Groningen de meeste taken van het CVW over.